# Furuholmen (Kalixrivier)
Furuholmen is een onbewoond cirkelvormig eiland in de Zweedse Kalixrivier. De rivier stroomt hier door het Morjärvträsket. Het eiland heeft geen oeververbinding. Het heeft een oppervlakte van nog geen hectare.